# Tyskmyrtjärnen
Tyskmyrtjärnen är en sjö i Bräcke kommun i Jämtland och ingår i Indalsälvens huvudavrinningsområde.